# 道斯 (加利福尼亞州)
道斯（英語：Dawes）是位於美國加利福尼亞州門多西諾縣的一個非建制地區。該地的面積和人口皆未知。

## 地理
道斯的座標為38°56′57″N 123°05′06″W / 38.94917°N 123.08500°W，而該地的平均海拔高度為152米（即499英尺）。